# آماندا ریباس
آماندا ریباس (انگلیسی: Amanda Ribas؛ زادهٔ ۲۶ اوت ۱۹۹۳) ورزشکار هنرهای رزمی ترکیبی اهل برزیل است. وی از سال ۲۰۱۴ میلادی تاکنون مشغول فعالیت بوده‌است.